# Заржецкий, Иосиф Альбертович
Иосиф Альбертович (Адальбертович) Заржецкий (1800—1869) — русский инженер-генерал-лейтенант, проектировщик и строитель кронштадтских фортов.

## Биография
Родился 19 декабря 1800 года[по какому календарю?] в шляхетной семье, в имении Скоморошки близ Гродно (ныне Гродненский район Гродненской области Белоруссии), которое арендовал его отец.
В 1826 году окончил физико-математический факультет Виленского университета.
В 1826—1829 годах учился в Петербургском институте Корпуса инженеров путей сообщения. После сдачи экзаменов с отличием произведён в прапорщики корпуса инженеров путей сообщения. За успехи и трудолюбие Заржецкий был отмечен занесением его фамилии на почётную мраморную доску в конференц-зале института.
В 1829 году произведён в инженер-поручики, участвовал в топографической съёмке местности в Новгородской губернии для размещения военных поселений.
В 1830 году переведён в корпус инженеров морской строительной части и прикомандирован к Кронштадтской инженерной команде.
В 1830—1869 годах занимался проектированием и строительством военных объектов Кронштадта, подведомственных Морскому министерству Российской империи.
Во время строительства кронштадтского Корабельного «дока» Заржецкий получил в 1834 году чин инженер-штабс-капитана и в 1837 году чин инженер-капитана.
В 1843—1850 годах инженер-полковник Заржецкий руководил строительством лично спроектированной 4-ярусной казематированной артиллерийской батареи во внутренней части полубастиона Купеческой гавани Кронштадта. После завершения основных работ, по указу императора Николая I, батарея стала именоваться батареей «Князь Меншиков». На стене батареи была размещена памятная доска — «Во время управления Морским Министерством Адмирала Князя Меншикова строителем был инженер-полковник Заржецкий, при производстве работ находились: инженер-капитан Вильсон, инженер-штабс-капитан Домантович, инженер-подпоручик Шведе».
В 1850—1863 годах руководил строительством разработанной по его проекту «Николаевской батареи» на форте «Кроншлот».
По проекту И. А. Заржецкого и под его руководством  в 1856 году построена первая в России морская астрономическая обсерватория во дворе Кронштадтского штурманского училища.
В 1856 году произведён в генерал-майоры, переведён в Морское министерство. В 1864 году произведён в генерал-лейтенанты.
Автор основной идеи проекта Морского канала, соединяющего остров Котлин с устьем Большой Невы.
Умер генерал-лейтенант Иосиф Заржецкий в Санкт-Петербурге, похоронен на католическом кладбище города Лида.

## Семья
- супруга — Анна Карловна Заржецкая, урождённая фон Гревенс (1807—1891), дочь капитана Кронштадтского порта капитан-командора Карла Ильича фон Гревенса (ум. 1821).
- дочь Анна-Евгения (род. 1838), в замужестве Шванебах.
- сын Николай (1843—1883).